# Mordella pygidialis
Mordella pygidialis es una especie de coleóptero de la familia Mordellidae.

## Distribución geográfica
Habita en Queensland y Nueva Gales del Sur (Australia).